# Canal latéral à la Marne
Het Canal latéral à la Marne is een 67 km lang kanaal dat de loop van de Marne volgt van Vitry-le-François tot Dizy waar het uitmondt in de Marne die vanaf hier tot de monding bij Parijs gekanaliseerd is. Het ligt integraal binnen het departement Marne en loopt langs Châlons-en-Champagne en Épernay. Het Canal de l'Aisne à la Marne sluit aan op dit kanaal in Condé-sur-Marne. Het kanaal wordt in Vitry-le-François naar het oosten en zuiden voortgezet door respectievelijk het Marne-Rijnkanaal en het Canal entre Champagne et Bourgogne (voorheen Canal de la Marne à la Saône).
Het kanaal werd gerealiseerd in de eerste helft van de 19e eeuw en bevat 15 sluizen van het Freycinet-gabariet (39 x 5,2 m).